# 杰克·威兹德姆
杰克·威兹德姆（英語：Jack Wisdom，1953年1月28日—），美国天文学家，麻省理工学院的行星科学教授。1976年，他获得了莱斯大学学士学位。1981年，他获得了加州理工学院博士学位。他的研究兴趣为太阳系的动力学。

## 奖项和荣誉
- 美国天文学会H.C.Urey奖 (1986年)
- 海伦·B·华纳天文学奖 (1987)[2]
- 小行星 3402 威兹德姆以他的名字命名 (1988年)
- 麦克阿瑟研究金 (1994年)
- 美国天文学会布劳威尔奖 (2002年)